# Борба (газета)
Борба (сербохорв. Borba, серб. кир.: Борба «боротьба, бій») — югославська та сербська газета, офіційне друковане видання Комуністичної партії Югославії (КПЮ) до 1954 року та Соціалістичного союзу трудового народу Югославії до його розпуску.

## Історія

### Початки і цензура
Найперше число «Борби» вийшло в Загребі 19 лютого 1922 року, на момент заснування її редакторами були Джуро Цвіїч і Каміл Горватин. Вона була офіційним друкованим органом забороненої з грудня 1920 року Компартії Югославії, яка, незважаючи на це, підпільно діяла в Королівстві сербів, хорватів і словенців, а пізніше в Королівстві Югославія. З 1924 року редактором «Борби» був Владимир Чопич, якого незабаром заарештували за статті проти влади. Виконуючи функцію рупора пропаганди забороненої Комуністичної партії Югославії, газета відігравала важливу роль у поширенні інформації серед членів партії, активістів і прибічників. 
13 січня 1929 року, через тиждень після проголошення королем Олександром І диктатури, «Борбу» заборонили.

### Друга світова війна
Під час Другої світової війни «Борба» виходила в Ужицькій Республіці. Після визволення Белграда югославські партизани перенесли видання газети в столицю країни.

### Повоєнний період

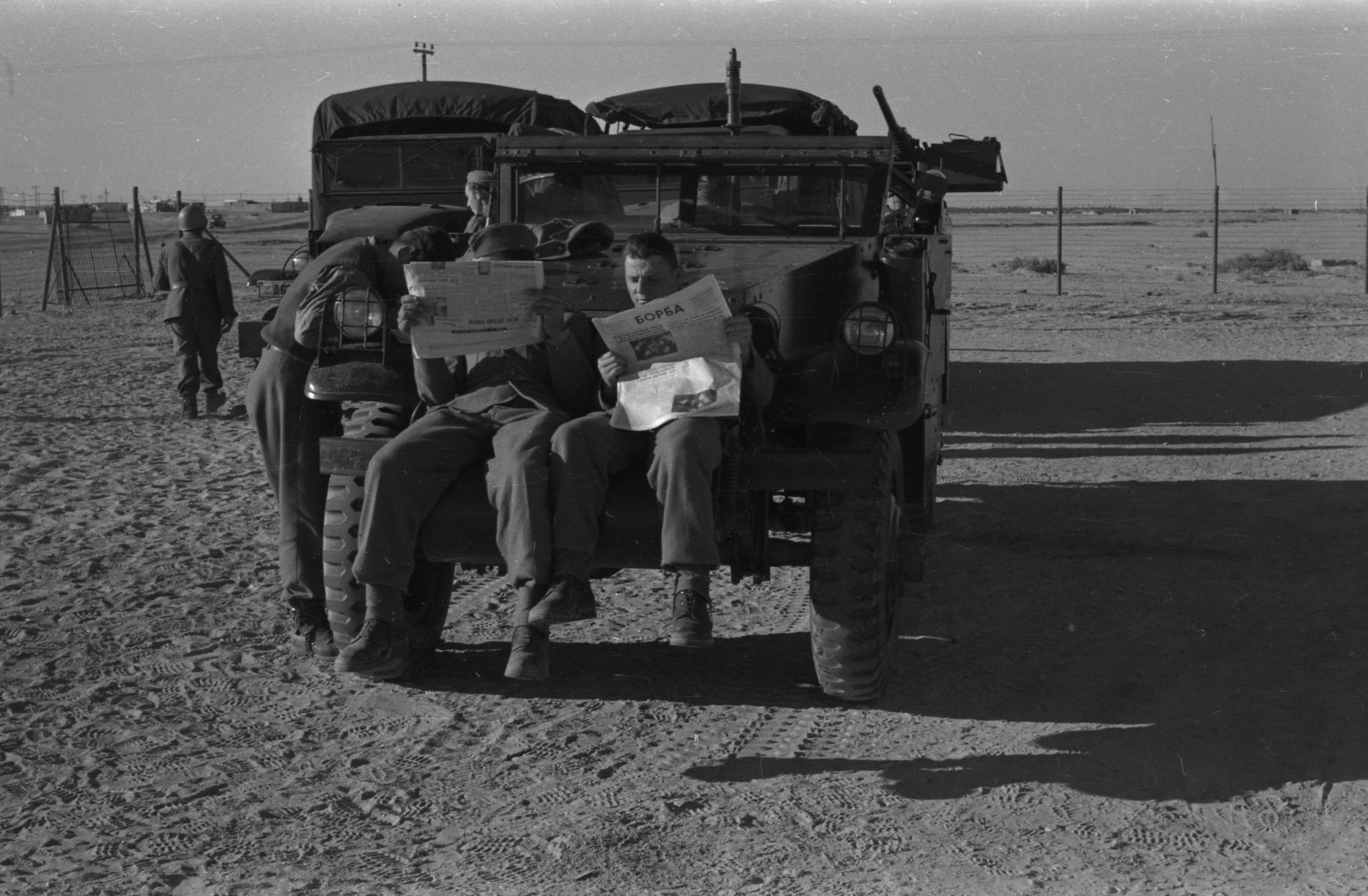
Миротворець ООН під час Суецької кризи читає «Борбу»

У 1948—1987 роках видання одночасно виходило і в Загребі. Тривалий час «Борба» в одному й тому самому випуску чергувала сторінки вуковицею та гаєвицею.

### Зміни в редакційній політиці, югославські війни та зміни власності
У липні 1986 року головним редактором «Борби» став Станіслав Сташа Маринкович і невдовзі після цього він почав ребрендинг анахронічної комуністичної урядової газети, перетворюючи її на одну з найліберальніших щоденних газет Югославії. Після смерті Маринковича в 1989 році такої ж політики дотримувався і Манойло Вукотич, тим-то на початку югославських воєн журналісти «Борби» зайняли антивоєнну позицію, а в 1992 і 1993 роках видання стало одним із найважливіших оплотів противників войовничої політики Слободана Мілошевича. 1993 року, після внутрішнього конфлікту, Вукотича замінює Славко Чурувія, а в 1994 році влада за одну ніч заволоділа газетою, змінивши редакційний склад, а 120 співробітників «Борби» покинули видання, яке згодом стало прихильним до режиму Мілошевича під керівництвом нового редактора Драгутина Брчина. Проте ядро газетярів «Борби» продовжувало випускати різні публікації проти Мілошевича — незабаром після тієї зміни власника в 1994 році група колишніх журналістів «Борби» почала видавати часопис «Наша борба». 1997 року більшість газетярів «Нашої борби» заснували видання «Данас», яке виходить і досі. 1996 року колишній редактор «Борби» Манойло Вукотич заснував часопис «Бліц», який видається донині, а того самого року Славко Чурувія почав випускати таблоїд «Дневні телеграф», який виходив до вбивства Чурувії в березні 1999 року.
Тим часом репутація «Борби» під керівництвом Брчина стрімко погіршилася, і газета за кілька років втратила майже всю аудиторію. Після повалення Слободана Мілошевича 2000 року, «Борбі» довелося пережити цілковиту трансформацію. 2002 року «Борбу» разом із мережею збуту та розповсюдження придбав сербський бізнесмен Станко «Цане» Суботич, який купив державні акції газети. Між тим, щоденна газета «Борба» за часів Суботича ледь животіла, друкуючи не більше кількох сотень примірників на день, а щомісячний дохід компанії, згідно з діловими документами, ніколи не перевищував 30 000 євро.

### Видозміна 2009 і припинення виходу
У грудні 2008 року анонсовано появу оновленої «Борби», а як нового власника газети представлено Івана Радовановича після того, як той, за повідомленнями, купив її у сербського бізнесмена-втікача Станка Суботича. Перед тим, як з'явився перший випуск оновленої газети, віцепрем'єр-міністр Сербії Младжан Дінкич звинуватив Суботича в тому, що той усе ще є справжнім власником «Борби», а Радованович лише виступає в ролі номінального керівника.
Хоч і оголошений на грудень, перший номер із оновленим дизайном з'явився в газетних кіосках 15 січня 2009 року, а головним редактором зазначався Мілош Євтович, який перейшов із державного інформаційного агентства ТАНЮГ. Газету видавало Izdavačko preduzeće Novine Borba латинським алфавітом. З точки зору змісту, новий формат газети був задуманий як щось нове на сербському ринку друкованих ЗМІ без випусків новин і пресрелізів, а лише з аналізом поточних подій, а також поточних політичних і соціальних тенденцій. Початкового головного редактора Євтовича незабаром змінила Олівера Зекич. Однак газета продавалася погано (менше ніж 3000 примірників на день) і припинила вихід у жовтні 2009 року, не проіснувавши і року.

## Відновлення 2020 року
2020 року «Борба» відновила вихід як щомісячний журнал, присвячений культурі, мистецтву та популяризації традиційних і консервативних цінностей. Попри те, що часопис мав державну підтримку і 2021 року відзначив своє 99-річчя, колишні журналісти та редактори «Борби» різко розкритикували це видання. Радомир Личина, який був журналістом і редактором «Борби» з 1969 по 1994 роки, сказав, що не відчуває «нічого, крім огиди до спроб безжально привласнити те, що належить лише людям, які десятиліттями віддано захищали й відстоювали чіткі та впізнавані журналістські принципи, тривкі й незмінні громадянські та людські цінності навіть у найважчі часи».
У лютому 2022 року і новостворений журнал «Борба», і кілька різних груп колишніх журналістів «Борби» організували урочисті збори з нагоди 100-річчя виходу першого числа газети.

## Додаткова література
- Merrill, John C. and Harold A. Fisher. The world's great dailies: profiles of fifty newspapers (1980) pp 89–95 (англ.)